# جيانماريو كومي
جيانماريو كومي (بالإيطالية: Gianmario Comi)‏ (3 مايو 1992 بتورينو في إيطاليا - ) هو لاعب كرة قدم إيطالي في مركز الهجوم. شارك مع منتخب إيطاليا تحت 16 سنة لكرة القدم ومنتخب إيطاليا تحت 18 سنة لكرة القدم ومنتخب إيطاليا تحت 21 سنة لكرة القدم. أما مع النوادي، فقد لعب مع إيه سي ميلان ونادي أفيلينو ونادي ريجينا ونادي ليفورنو ونادي نوفارا ولانشانو كالتشيو 1920 ‏.

## روابط خارجية
- جيانماريو كومي على موقع قاعدة بيانات كرة القدم.إي يو (الإنجليزية)
- جيانماريو كومي على موقع Soccerway.com (الإنجليزية)
- جيانماريو كومي على موقع عالم كرة القدم.نت (الإنجليزية)
- جيانماريو كومي على موقع AS.com (الإسبانية)